# Ioveta Jeruzalémská
Ioveta Jeruzalémská (někdy také Yvetta či Judita, 1120 – mezi 1174 a 1178) byla nejmladší dcera jeruzalémského krále Balduina II. a Morfie Arménské a od roku 1144 až do své smrti abatyše v klášteře svatého Lazara v Betánii.

## Život
Narodila se roku 1120 jeruzalémskému králi Balduinovi II. a jeho choti Morfii Arménské. Byla nejmladším potomkem královského páru a měla tři starší sestry – Melisendu, Alici a Hodiernu. Když byly princezně tři roky, byl její otec zajat při pomocné výpravě. Během jednání o výkupném navrhl ortokidský vládce Timurtaš výměnu krále za malou Iovetu, mladého prince Joscelina z Edessy a několik dalších urozených dětí. Tento návrh byl přijat a Ioveta se v létě roku 1124 stala muslimskou vězeňkyní. Na svobodu se dostala po roce věznění roku 1125. Ioveta se, na rozdíl od svých třech starších sester, nemohla provdat; prý ji velmi postihlo věznění v raném věku. Vstoupila proto do kláštera svaté Anny v Jeruzalémě. Roku 1144 byla Ioveta zvolena abatyší kláštera svatého Lazara v Betánii, založeného o rok dříve její sestrou, královnou Melisendou. Po smrti svého synovce, Melisendina mladšího syna a jeruzalémského krále Amauryho I. roku 1174 byla Iovetě dána do výchovy jeho nezletilá dcerka Sibyla. Ještě před rokem 1178 princezna a abatyše Ioveta zemřela.